# Grigorij Sałmanow
Grigorij Iwanowicz Sałmanow (ros. Григо́рий Ива́нович Салма́нов, ur. 12 lutego 1922 we wsi Kasimowo w Baszkirskiej ASRR, zm. 3 kwietnia 1993 w Moskwie) – radziecki dowódca wojskowy, generał armii.

## Życiorys
Od 1940 wstąpił na Dalekim Wschodzie do Armii Czerwonej, w lutym 1942 skończył szkołę piechoty w Chabarowsku, po czym został skierowany na Front Zachodni wojny z Niemcami jako dowódca plutonu. Na różnych stanowiskach dowódczych i sztabowych walczył na Froncie Centralnym, 1 Białoruskim i 2 Białoruskim, 1944 został członkiem WKP(b). Po zakończeniu wojny od listopada 1945 pomocnik szefa wydziału operacyjnego sztabu armii, 1949 ukończył Akademię Wojskową im. Frunzego i został skierowany do Nadbałtyckiego Okręgu Wojskowego, od sierpnia 1954 zastępca szefa wydziału przygotowania bojowego armii, od listopada 1954 dowódca gwardyjskiego pułku zmechanizowanego, 1956 skończył wyższe kursy akademickie przy Akademii Wojskowej im. Frunzego i został szefem sztabu dywizji. Później dowódca 26 Zmotoryzowanej Dywizji Gwardii, 1964 ukończył Wojskową Akademię Sztabu Generalnego Sił Zbrojnych ZSRR im. Woroszyłowa, po czym został I zastępcą szefa sztabu Turkiestańskiego Okręgu Wojskowego, od sierpnia 1967 dowódca 28 Armii, a od listopada 1969 do 1975 Kijowskiego Okręgu Wojskowego. Od czerwca 1975 zastępca głównodowodzącego Wojskami Lądowymi ZSRR ds. przygotowania bojowego - szef Głównego Zarządu Przygotowania Bojowego, od grudnia 1978 dowódca Zabajkalskiego Okręgu Wojskowego, od stycznia 1984 do września 1986 główny doradca wojskowy w siłach zbrojnych Demokratycznej Republiki Afganistanu. Od 1979 generał armii, od września 1986 do sierpnia 1989 komendant Wojskowej Akademii Sztabu Generalnego Sił Zbrojnych ZSRR im. Woroszyłowa, 1989-1992 wojskowy inspektor-doradca Grupy Generalnych Inspektorów Ministerstwa Obrony ZSRR, następnie zwolniony ze służby. 1971-1976 zastępca członka, a 1981-1986 członek KC KPZR. Deputowany do Rady Najwyższej ZSRR od 8 do 10 kadencji. Pochowany na Cmentarzu Kuncewskim w Moskwie.

## Odznaczenia
- Order Lenina
- Order Czerwonego Sztandaru (trzykrotnie)
- Order Bohdana Chmielnickiego III klasy
- Order Wojny Ojczyźnianej I klasy
- Order Wojny Ojczyźnianej II klasy
- Order Czerwonej Gwiazdy (trzykrotnie)
- Order „Za służbę Ojczyźnie w Siłach Zbrojnych ZSRR” III klasy

Oraz medale ZSRR i ordery zagraniczne.